# Кольца Рашига
Кольца Рашига — разновидность насадок, применяемые в химической промышленности при проведении процессов абсорбции и ректификации. Предложены немецким химиком Фрицем Рашигом (нем.).

## Описание
Кольца Рашига представляют собой тонкостенные цилиндры с высотой, равной диаметру. Изготавливаются из металла, керамики или пластика. Размеры колец находятся в пределах 15-150 мм. Кольца больших диаметров (более 50×50 мм) в аппаратах располагают правильными рядами, смещёнными относительно друг друга (регулярная насадка, загрузка укладкой), что позволяет уменьшить гидравлическое сопротивление насадки и увеличить расход газа при необходимости усложнения конструкции оросителей. Кольца меньших размеров укладывают навалом.
Разновидностью колец Рашига являются кольца Палля.